# Bývalá britská ambasáda v Cetinje

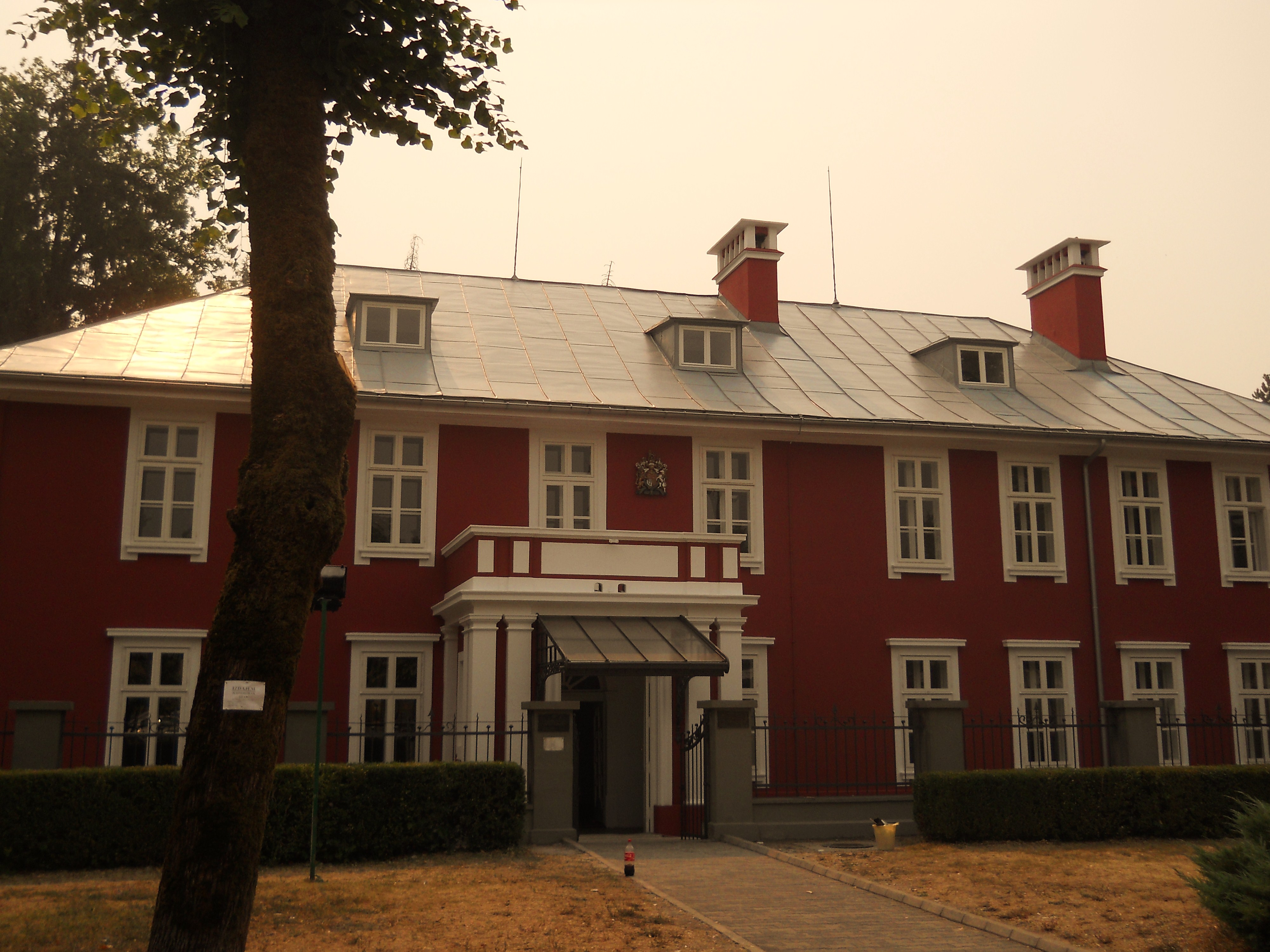
Budova britského velvyslanectví v Cetinje

Velvyslanectví Spojeného království Velké Británie a Irska v Cetinje (anglicky: Embassy of the United Kingdom of Great Britain and Ireland) byl zahraniční zastupitelský úřad Spojeného království v Černohorském království v letech 1912–1916. Bylo provozováno Ministerstvem pro zahraniční věci a nacházelo se v Cetinje, tehdejším hlavním městě. 

## Vznik a činnost
Velvyslanectví bylo zřízeno v roce 1912, ke svým účelům sloužilo jen 4 roky. Nacházelo se ve vile Luborđeva na ulici Njegoševa a mělo významnou polohu blízko královské zahrady a cetinjského královského paláce. 
Zřízením velvyslanectví se upevnily mezinárodní vztahy mezi Velkou Británií a Černou Horou a již v roce 1913 navštívil černohorského krále Nikolu I. a jeho rodinu v Cetinje britský král Jiří V. s korunním princem Eduardem a královnou Mary.

## Budova
Vila Luborđeva je klasicistní stavba, postavená v roce 1814. Původně sloužila jako rezidence pro rodiny vyšší společnosti v Cetinje, v roce 1853 ji následně odkoupil kníže Danilo II. Jako rezidence však nebyla využita a postupně byla zanedbávána. V roce 1911 prošla budova rozsáhlou rekonstrukcí a o rok později se stala sídlem britského velvyslenectví. Prvním a jediným velvyslancem se stal sir Anthony Macduff. 

## Současnost
Budova bývalého velvyslanectví hostí hudební akademii Univerzity Černé Hory. Akademie vznikla roku 1980 a je jednou z nejvýznamnějších fakult Univerzity Černé Hory, do Cetinje se ale přemístila až v roce 1996, po požáru původní budovy v hlavním městě Podgorice. 